# Korovci
Korovci – wieś w Słowenii, w gminie Cankova. W 2018 roku liczyła 170 mieszkańców.